# Alleu
Un alleu ou franc-alleu est une terre qui ne dépend d'aucune seigneurie foncière, si ce n'est du roi. L'alleu noble existe aussi, il s'agit d'une terre qui n'est pas un fief et dont le détenteur en est reconnu le seigneur avec droit de justice. 
Leurs possesseurs n'ont à payer ni redevance seigneuriale telle que le cens, ni les lods en cas de mutation, d'où l'expression de terres allodiales. 
Dans la plupart des provinces de France, le principe qui s'applique est celui énoncé par la Coutume de Paris, « Nulle terre sans seigneur », autrement dit toute terre est présumée avoir un seigneur, sauf titre contraire, mais dans quelques autres pays comme ceux régis par la Coutume de Troyes, de Chaumont-en-Bassigny, de Langres, ou par le statut delphinal (conféré par Humbert II à ses sujets lors du « Transport » de 1349), etc., c'est l'allodialité qui est présumée, avec le principe inverse, « Nul seigneur sans titre ».

## Étymologie
Alleu, alloux ou franc-alleu vient du francique alôd, latin allodium. Le terme d'alleu dérive du vieux haut-allemand al (tout, entier) et ôd (bien, fortune). 
Il existe plusieurs hypothèses en ce qui concerne l'origine du terme. La plus ancienne mention datée connue du mot alodum daterait de 450 environ dans la loi des Francs ripuaires, où on trouve le titre De alodibus couvrant un développement sur les règles d'héritage au sein de la famille. Par la suite, on retrouve cette notion toujours liée à l'héritage notamment au VIe siècle dans le Pactus legis Salicae, dans le titre LIX puis à plusieurs reprises dans la loi des Bavarois (743-748). Le premier sens du mot serait donc la succession. Il y a en outre un lien étroit entre alodis et hereditas ce qu'avait déjà souligné Cheron p.419. 
Le terme se distingue des biens acquis ou reçus en fief. De plus en plus, son emploi se restreignit aux biens fonciers, et l'alleu (al(l)odium) fut défini comme un domaine en pleine propriété, libre de toute redevance, opposé au fief (beneficium, feudum), qui était concédé. 
Ainsi, en 1226, un acte de donation à l'église de Frienisberg stipule que le don, liberum allodium, est fait non per beneficium sed per proprietatem ("non à titre de bénéfice, mais en toute propriété, comme franc-alleu").

## Définition
D'après M. Preudhomme, « celui qui possède un franc-alleu n'est sujet à aucune soumission pour marque de directe de la seigneurie, et au contraire, il est lui-même en quelque sorte le seigneur direct de l'héritage qu'il possède en franc-alleu. Telle est la différence entre les immeubles qui ne peuvent être tenus qu'en fief ou en roture ».
Le substantif masculin,, alleu vient de l'ancien (vieux), bas francique, *alôd, (« pleine propriété »,), composé de al, (« plein, entier ») et *ōd, correspondant francique du germanique *auda- (« bien, propriété »).

## Moyen Âge
Un alleu est une terre franche et libre, contrairement aux fiefs ou aux censives impliquant une redevance seigneuriale. Il s'agit donc d'une terre ne dépendant d'aucune seigneurie foncière.
En Angleterre elle est la propriété entière d'un franc-tenancier (free-tenant, tenant in chief), cependant le terme d'alleu y est discutable car, depuis la Conquête, le roi se considère comme le Paramount Lord, le seigneur suprême de toute la terre d'Angleterre, ce qui revient à dire qu'il peut exiger de tous ses sujets service militaire et redevances. Le véritable système allodial n'existait donc pas en Grande-Bretagne après 1066 sauf exceptions comme aux îles Shetland, aux Orcades et à l'Île de Man où prévalent des coutumes liées aux origines viking ou celtiques (voir Allodial title (en) et Udal tenure (en)).
Selon la loi salique (72e titre), le mot alleu exprime les fonds héréditaires par opposition aux acquêts. Sous les Carolingiens, l'alleutier doit la dîme à l'Église et l'aide militaire au souverain si celui-ci est attaqué, car seul le roi se déclare seigneur de tous les alleux.
À la suite du délitement de l'ordre carolingien en raison du développement de la féodalité à partir du Xe siècle, l'alleu désigne un bien possédé en pleine propriété, sans seigneur et le plus souvent hérité :
- l'alleu noble, par opposition au fief, ne comporte ni hommage ni services nobles : une terre est alors soit un alleu, soit un fief ;
- l'alleu paysan, par opposition à la censive, est une terre indépendante de tout seigneur foncier, qui n'entraîne ni redevances, ni services, ni droits.

Les alleux sont définis comme un domaine en pleine propriété, libre de toute redevance, le plus souvent hérité. Il existe des alleux ecclésiastiques (l’Église fait sortir de la hiérarchie féodale des terres) et des alleux laïcs. 
- alleu simple : propriété privée indépendante (sans pouvoir politique) ;
- alleu justicier : droit de justice sur les populations (ne dépend pas de la féodalité mais du roi) ;
- alleu militaire ou souverain : principauté indépendante (titulaire indépendant de la féodalité et du roi). Ce cas n'existait pas au royaume de France[11] mais dans l'Empire[12].

Les alleux peuvent avoir trois origines : l'alleu naturel est celui qui a toujours été libre, de temps immémorial ;  l'alleu de concession est un ancien fief ou une ancienne censive, affranchi des droits féodaux ou censuels ; l'alleu de prescription est également un ancien fief ou une ancienne censive, possédé pendant le temps requis pour la prescription, bénéficiant ainsi de sa liberté.
Les alleux deviennent des placements fonciers (Église et riches bourgeois). 
Une sentence arbitrale prononcée en 1310 et qui embrassait d'autres points litigieux, relatifs à la Zélande, à la Flandre impériale et au Cambraisis, portait en substance au sujet des « terres de débat » (qui comprenaient Lessines, Bois-de-Lessines, Ogy, Zarlardinge, Everbeek, Acren, Papignies, Isières, Lenseghem, Tongre, Bauffe, les bois de Pottelsberghe et de La Louvière, Flobecq, Ghoy, Wodecq et Ellezelles), que la ville de Lessines et sa châtellenie, le château de Flobecq et son enceinte, les moulins jusqu'au ruisseau venant de Puvinage, les bois de Pottelsberghe et de La Louvière ainsi que l'hommage de Maulde étaient à la Flandre, que la ville de Flobecq appartenait au Hainaut. Enfin, la terre d'Ende devait être partagée suivant cerclemenage. Un premier dictum, prononcé par Robert de Béthune en 1282, avait reconnu qu'en dehors des fossés du château, la ville de Flobecq était un alleu du sire d'Audenarde. Certains noms de villes portent encore des traces de l'époque féodale : le nom de la ville brabançonne de Braine-l'Alleud, ou encore un quartier de la ville de Mouscron auquel fait référence la chanson "Les Bourgeois" de Jacques Brel, « Le cœur bien au chaud, les yeux dans la bière, chez la grosse Adrienne de Montalant », fait référence à Adrienne du Mont-à-Leux.
Sous la pression guerrière des féodaux, les alleux ont eu tendance à être transformés en fiefs : après avoir poussé un propriétaire à déguerpir de son alleu (c'est-à-dire à l'abandonner), le seigneur qui le saisit le lui rend en « fief de reprise » ; l'ancien propriétaire lui doit alors des services mais jouit de sa protection.
L'alleu a été répandu dans le Midi également : Italie, Provence, Languedoc. Son importance décroît dans les pays d'oil sauf dans la région de la Meuse et du Nord (Artois, Hainaut, Flandre) où l'alleu représente encore une part importante des terroirs. Selon Georges Duby, « partout en réalité, les possessions seigneuriales étaient loin de recouvrir l'ensemble des terroirs. Elles laissaient de larges espaces où s'étendaient des alleux modestes ».

## Théorie des alleux souverains
La notion d'« alleu souverain » a été inventée par,, l'historien du droit français Émile Chénon (1857-1927) dans son Étude sur l'histoire des alleux en France parue en 1888. La notion est reprise par certains historiens du droit comme Pierre Timbal qui écrit que 
 Un alleu souverain jouit d'une indépendance totale, c'est un véritable État enclavé dans le royaume, mais de dimensions limitées.
Selon Chénon, l'alleu souverain était connu des anciens juristes, il cite Gaspard Thaumas de La Thaumassière (1631-1702). Dans sa Science du gouvernement, Gaspard de Réal de Curban reconnaît qu'« il est des francs-alleux qui sont eux-mêmes des souverainetés ».
L'alleu souverain peut être défini comme un alleu qui comporte un droit de justice qui n'est pas tenu du roi de France en fief ou en arrière-fief.
Chénon définit l'alleu souverain comme celui qui confère à son propriétaire des droits régaliens tels que le droit de lever des impôts sur ses sujets et, surtout, celui de rendre la justice en dernier ressort, sans aucun recours à la justice royale.
Toutefois, cette notion d'alleux souverain contredit le principe fondamental selon lequel il n'existe pas en France de principauté comme c'est le cas dans les pays d'Empire, car toute terre relève du roi de France, et toute justice aussi. Il y a de nombreux exemples de grands féodaux qui ont eu la prétention de s'affranchir et de rivaliser avec les rois, notamment les ducs de Bretagne.
Cependant encore en 1692, Louis XIV éprouva le besoin de proclamer officiellement la directe royale universelle (voir Dominium directum et utile), ce qui tend à prouver que des seigneurs se considéraient bien comme francs-alleutiers.

### Exemples

#### France
S'appuyant sur la coutume de Paris, Chénon considère qu'en France, le domaine royal était un alleu souverain,.
Outre le domaine royal, les principaux alleux souverains étaient :
- le royaume d'Yvetot, dans le pays de Caux, en Normandie, ce jusqu'à une ordonnance du 26 décembre 1553[29],[30],[31],[32] ;
- le royaume d'Esterno ;
- la seigneurie de Boisbelle[33],[34] ou d'Henrichemont[29],[30], en Haut-Berry, jusqu'à sa réunion à la Couronne en 1766[33] ;
- la terre de Haubourdin, près de Lille, jusqu'à sa réunion au domaine royal par l'avènement Henri IV le Grand[35],[36],[37] ;
- la ville et châtellenie de Mouzon, du temporel des archevêques de Reims, jusqu'à ce que le roi Charles V le Sage l'incorpore au domaine royal par une ordonnance de septembre 1379[38],[39] ;
- la seigneurie de Paroy, en vertu d'une charte de 1199[40],[41] ;
- la principauté souveraine de Bidache[29],[30],[42],[43], dans le Pays basque (tenant initialement du royaume de Navarre);
- le comté de Comminges, ce jusqu'en 1244, date à laquelle il devient un fief mouvant du comté de Toulouse[44],[45] ;
- le temporel des évêques de Viviers, ce jusqu'en 1308, date à laquelle il devient un fief mouvant du royaume de France[46],[47].

En 1752, Antoine-Gaspard Boucher d'Argis notait que certains seigneurs prétendaient tenir leurs terres en souveraineté :
- les seigneurs de Trazegnies, de Fumay et de Revin[48] ;
- le royaume des Estimaux, dans la châtellenie de Lille[49] (commune de Faches-Thumesnil) ;
- le royaume de Maude, près de Tournai[50], couvrant la partie du village de Maude (auj. Maulde) située en Tournaisis[51].

À la suite de Pierre Tucoo-Chala, la vicomté de Béarn est présentée comme ayant été un alleu souverain de 1347 à 1620. En effet, le 25 septembre 1347, en réponse au sénéchal de Rouergue venu lui demander sa participation à une alliance en  tant que vassal du roi de France, le comte de Foix, Gaston III Fébus, déclare publiquement qu'il tient le Béarn, dont il est le vicomte, « de Dieu mais de nul homme au monde ». Le Béarn est définitivement réuni au domaine royal par un édit d'octobre 1620.
Le duché de Guyenne a revendiqué la qualité d'alleu souverain d'abord de 1202 à 1259 puis pendant la guerre de Cent Ans.
Dans l'ancien droit français, l'alleu souverain n'était pas seul à conférer à son seigneur des droits de souveraineté : il en était de même de la supériorité territoriale que les traités de Westphalie avaient reconnu aux états immédiats du Saint-Empire romain germanique. Tel était notamment le cas du comté de Montbéliard des ducs de Wurtemberg-Montbéliard : par un arrêt rendu le 10 janvier 1842 à propos d'une affaire concernant le moulin de Vieux-Charmont, la chambre civile de la Cour (française) de cassation a considéré que les anciens ducs avaient été souverains du comté.

#### États voisins

##### Andorre
La coprincipauté d'Andorre est un alleu souverain.

##### Monaco[57]
La principauté de Monaco est un alleu souverain. L'alleu, avant la Révolution, ne couvrait que Monaco : Menton et Roquebrune étaient deux seigneuries féodales acquises respectivement en 1346 et 1355 par Charles Ier, et perdues définitivement en 1860, à la suite du traité de Turin qui cède à la France le duché de Savoie et le comté de Nice.

#### Québec
Au Québec, le franc-alleu possède toujours une existence juridique, comme étant l'un des modes d'occupation du territoire. En 1854 l'Acte pour l'abolition des droits et devoirs féodaux dans le Bas-Canada a opéré la commutation de tous les domaines seigneuriaux, fiefs et censives en franc-alleux roturiers. En 1857, le législateur a aussi fait passer les terres des Cantons-de-l’Est, c'est-à-dire les terres concédées en territoires non soumis au régime seigneurial, relevant du régime du franc et commun soccage, à la tenure en franc-alleu roturier. Partant de-là, il y a désormais une uniformité de la libre tenure dans la province de Québec. 
Les régimes du franc-alleu roturier français et du franc et commun soccage anglais s'opposent en fait aux terres de la Couronne ; 89 % du territoire canadien étant situé en forêt vierge ou dans l'arctique, c'est-à-dire sans propriétaire particulier, seule une infime partie du territoire est occupée par des entreprises, agricoles ou non, des terrains résidentiels ou encore des édifices de la fonction publique: les terres nationales relèvent en majorité de la réserve privée de l'État.
Il existe toujours au Canada quelques pairies de style britannique, comme la baronnie de Longueuil située sur la Rive-Sud de Montréal ; les titres de noblesse rattachés à ces anciens fiefs sont regardés aujourd'hui comme des dignités purement honorifiques.
Au Québec, lorsqu'il est question du franc-alleu roturier, il s'agit d'une thèse héritée du régime féodal français, inspirée du droit des fiefs de la Coutume de Paris. Malgré l'abolition des droits seigneuriaux, le principe de l'alleu a survécu à l'époque contemporaine et consacre avant tout le droit absolu à la propriété. En droit immobilier, à la suite de l'abolition du régime seigneurial, certains actes notariés ont comporté un article afin de préciser l'allodialité du bien transigé. Plusieurs modes de possession du sol coexistent au Canada. Les cessions de terres de la Couronne par baux emphytéotiques, consenties à des pourvoiries de chasse et pêche, des villégiateurs ou encore à des sociétés de coupe forestière, concèdent des droits de quasi-propriété à très long terme. Cette forme de location demeure proche de la censive de l'Ancien Régime. 
Le franc-alleu, héritier des anciennes seigneuries du Canada, est aussi évoqué dans la constitution du Canada. D'après la Loi constitutionnelle de 1867 (art. 23.3), le fonctionnement du Sénat canadien, directement calqué sur le modèle de la Chambre des Lords britannique, comporte une allusion au concept de dignité seigneuriale à travers les qualifications foncières requises pour les candidats au Sénat; il est toujours exigé que les sénateurs en provenance du Québec doivent justifier « un franc-alleu d'une valeur de 4000$, en sus des obligations, dettes et charges hypothécaires », afin d'exercer leur droit de siéger à la Chambre haute du Parlement canadien.

## Toponymes

### Régions de France
On donnait spécialement ce nom sous l'ancien Régime à un petit pays situé sur les confins de la Haute-Marche et de la Basse-Auvergne. Il faisait partie du pays de Combrailles, dépendait de la sénéchaussée de la Haute-Marche et avait Sermur pour chef-lieu. Il devait son nom aux franchises dont il jouissait.
On trouve également dans le nord de la France, dans une région appartenant à l'origine aux 17 provinces des Pays-Bas espagnols, 4 communes : Laventie, Fleurbaix, Sailly-sur-la-Lys et La Gorgue qui forment le pays de l'Alleu. C'est une région huguenote  d'où partirent des habitants pour s'installer aux Amériques, en Afrique du Sud, en Allemagne, en Hollande, en Angleterre… Le Pays de L'Alloeu était rattaché au comté de Flandre et au pays d'Artois,.

### Suisse
Un petit territoire dit Franc-Alleu, au voisinage de Lignières, anciennement dépendant de la Franche-Comté, a été rattaché en 1815 à la principauté de Neuchâtel.